# 法国铁路X 76500型动车组列车
X 76500型内燃动车组是由庞巴迪公司为法国铁路设计制造的中短途用动车组列车，属于AGC（Automotrice à Grande Capacité，大容量动车组列车）平台。 最高速度160公里/时，可以在2节~4节编组之间调整并最多可重连三组以应对大客流。

## 简介
2002年，当法国的各个大区对新的TER网络进行列车招标时，加拿大制造商庞巴迪的方案赢得了超过500列的订单。AGC动车组系列成为了当时法国保有量最多的动车组。 与X 76500属于同一系列的还有Z 27500型电力动车组、B 81500和B 82500型混合动力动车组。 

## 列车配属
截至2017年9月30日，一共有163组X 76500型动车组被分配于7个大区的9个车辆段。
| 所属大区                       | 车辆段                           | 数量 |
| ------------------------------ | -------------------------------- | ---- |
| 奥弗涅-罗讷-阿尔卑斯大区       | 奥弗涅车辆段                     | 26   |
| 勃艮第-弗朗什-孔泰大区         | 勃艮第-弗朗什-孔泰车辆段         | 5    |
| 大东部大区                     | 洛林车辆段                       | 10   |
| 大东部大区                     | 阿尔萨斯车辆段                   | 28   |
| 大东部大区                     | 香槟-阿登车辆段                  | 21   |
| 上法兰西大区                   | 皮卡第车辆段                     | 34   |
| 诺曼底大区                     | 诺曼底车辆段                     | 14   |
| 普罗旺斯-阿尔卑斯-蓝色海岸大区 | 普罗旺斯-阿尔卑斯-蓝色海岸车辆段 | 8    |
| 卢瓦河谷地区                   | 卢瓦河谷车辆段                   | 17   |